# مقبرة حورمحب في سقارة

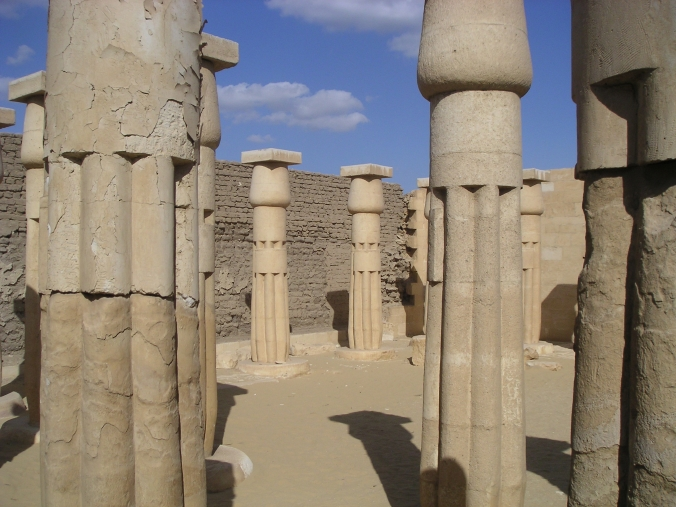
أعمدة مقبرة حورمحب في سقارة

تقع مقبرة حورمحب في سقارة في مقبرة سقارة بالقرب من منف، مصر. تم تشييدها قبل صعود حورمحب إلى العرش ولم تستخدم أبدًا لدفنه، حيث قام فيما بعد ببناء مقبرة طيبة مقبرة 57 لهذا الغرض. دفنت زوجتاه موت نجمت وأمينيا داخل الهيكل. تقع المقبرة على بعد 500 متر جنوب هرم زوسر في سقارة.
تم اكتشاف القبر من قبل لصوص الفن في بداية القرن التاسع عشر. تم الحصول على النقوش المنهوبة من قبل عدد من المتاحف الأوروبية والأمريكية. ثم فقد موقع المقبرة، وتم نقله عام 1975 وحفره عام 1979. تم نهب قبور الملكتين منذ العصور القديمة.

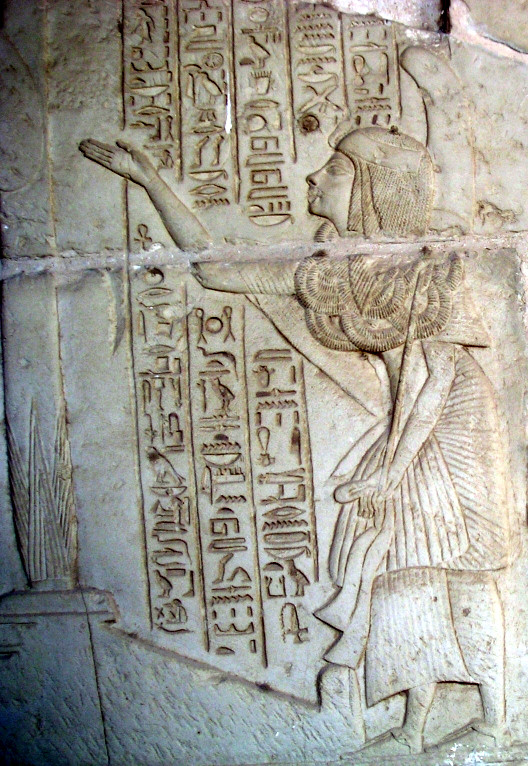
حورمحب، وهو لا يزال مسؤولاً، يتسلم "ذهب المكافأة". أضيف الصل على جبهته فيما بعد بعد تتويجه.

تم بناء القبر على ثلاث مراحل، حيث ارتفعت مكانة حورمحب. يتألف التصميم الأول من مدخل إلى الفناء الأمامي، وهو عبارة عن محكمة ذات أعمدة تحتوي على عمود الدفن وثلاث مصليات أو غرف قرابين. تم العثور على مدافن متطفلة في المصليات الجانبية. ثم تم وضع جدار في الفناء الأمامي لإنتاج مصليتين صغيرتين، واحدة على كل جانب. تم إدخالهم عن طريق ثقبين جديدين من خلال الصرح. شيدت ساحة أمامية جديدة مسورة أمام الصرح. لجعل هذا الامتداد، تم هدم مصطبة الأسرة الخامسة والسادسة وتم دمج عمود الدفن بغرفة الدفن على بعد حوالي 17 مترًا أدناه في الفناء الأمامي الجديد. مدافن من الأسرة التاسعة عشر على عمق 9 م. أخيرًا، تم إغلاق الفناء الأمامي بواسطة برج يبلغ ارتفاعه حوالي 7 أمتار ومزود بأعمدة لتشكيل أول فناء مفتوح. كانت الساحة الأمامية الأصلية الضيقة مغطاة بسقف مقبب وتحتوي على تماثيل بينما أصبحت المصليات الصغيرة غرف تخزين.
نُقشت مناظر عسكرية على ساحة الباريستيل الأصلية ومشاهد تُظهر واجبات حورمحب في المكتب على جدران القاعة المفتوحة الأولى في وقت لاحق، بما في ذلك واحدة حيث كان نائبًا عن توت عنخ آمون على الجدار الشمالي. على الجدار الشمالي مناظر من الجنازة، تظهر أكشاكًا بها أواني تحطيم ومعزين. يتم حفظ أقل سجل فقط بشكل جيد. من السجل التالي أعلاه تظهر أرجل الخيول وعجلات المركبات فقط. تظهر المنازل على الجدار الشرقي على الجانب الشمالي. بشكل عام، الجدار بحالة سيئة فقط.
يظهر الفحص الدقيق أنه تم إضافة الصل إلى الصور بعد أن أصبح حورمحب ملك.

## نقوش حجرية من مقبرة حورمحب

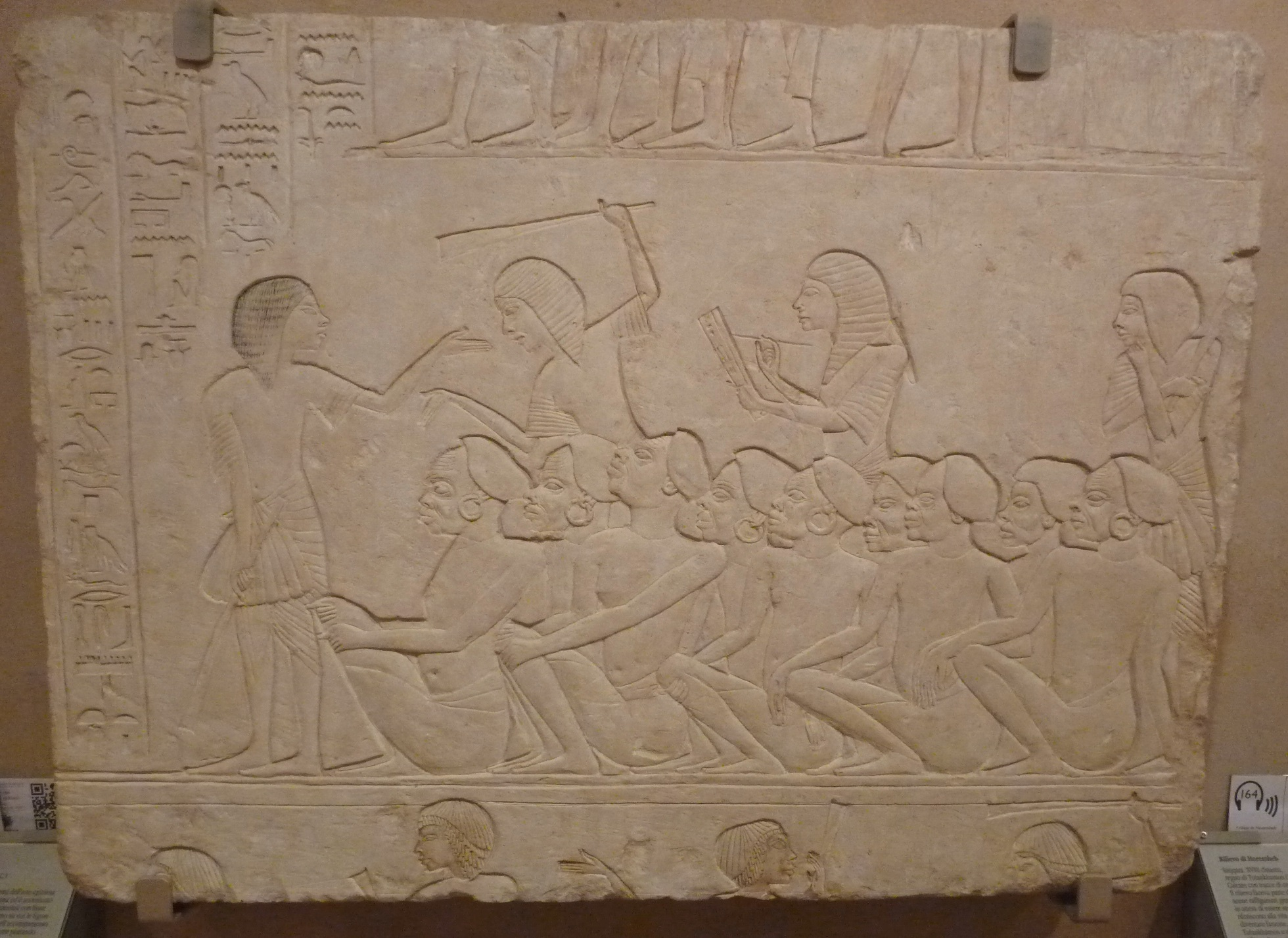
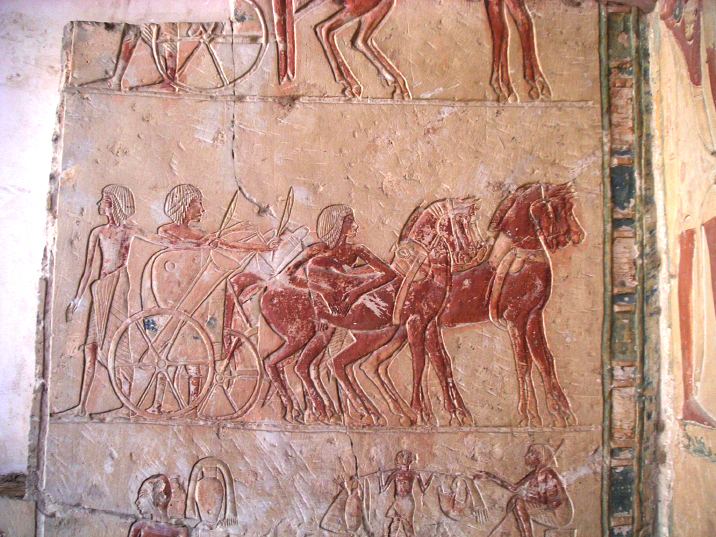
.
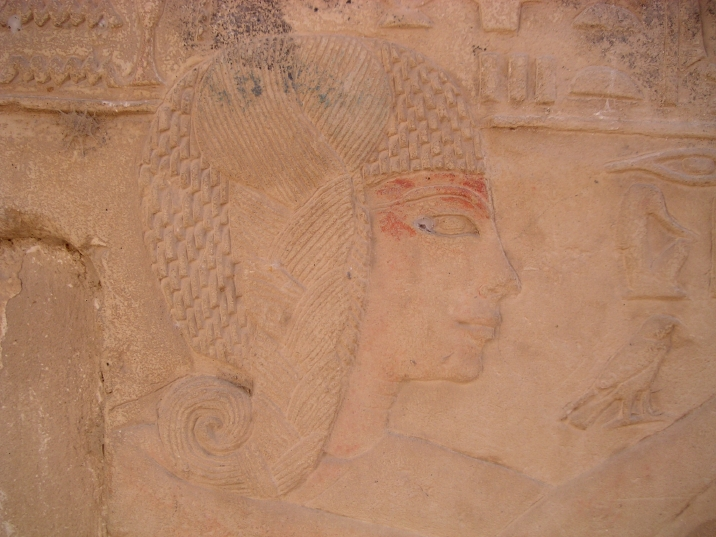
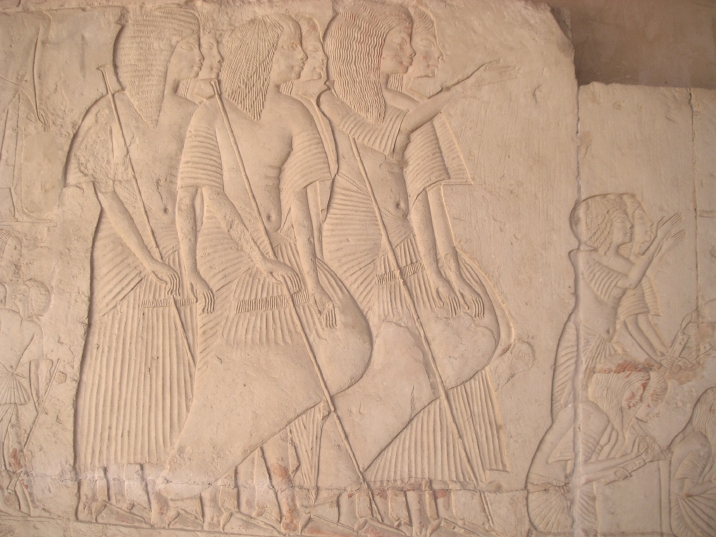